# Shmuel Almog
Shmuel Almog (hebräisch שמואל אלמוג; geboren als Max Samuel Distler 3. Juni 1926 in Berlin; gestorben 6. April 2008 in Jerusalem) war ein israelischer Journalist und Historiker.

## Leben
Max Samuel Distler war ein Sohn des Friseurs Azriel Distler (1896–1971) und der Sarah Weisbard (geb. 1903). Die jüdische Familie emigrierte bald nach der nationalsozialistischen Machtergreifung 1933 nach Palästina, wo sein jüngerer Bruder geboren wurde. Shmuel Almog schloss sich 1944 dem Kibbuz Gewa an. Er engagierte sich als Leiter im Hashomer Hatzair und in der Arbeiterjugend in Tel Aviv und gab eine Wochenzeitschrift für Jugendliche heraus. 1948 war er Soldat im Unabhängigkeitskrieg. Almog studierte Geschichte und Kommunikationswissenschaften an der Hebräischen Universität Jerusalem mit einem Abschluss als M.A., sowie an der Columbia University. Almog heiratete 1952 die Lehrerin Oria Cohen, sie hatten zwei Kinder. Almog war 1955/65 Schriftführer der Israelischen Historischen Gesellschaft. Er wurde mit einer Dissertation über die Geschichte des Zionismus promoviert. Er arbeitete nebenher weiterhin als Historiker und war 1987 Herausgeber einer Festschrift für Shmuel Ettinger (1919–1988).
Im Jahr 1961 wurde Almog Redakteur beim staatlichen Hörfunk und wurde von 1962 bis 1964 als Auslandskorrespondent bei der UNO in New York City eingesetzt. 1967 wurde er Direktor und ging von 1969 bis 1974 als Generaldirektor zur Israelischen Rundfunkbehörde.

## Schriften (Auswahl)
Schriften in englischer Übersetzung

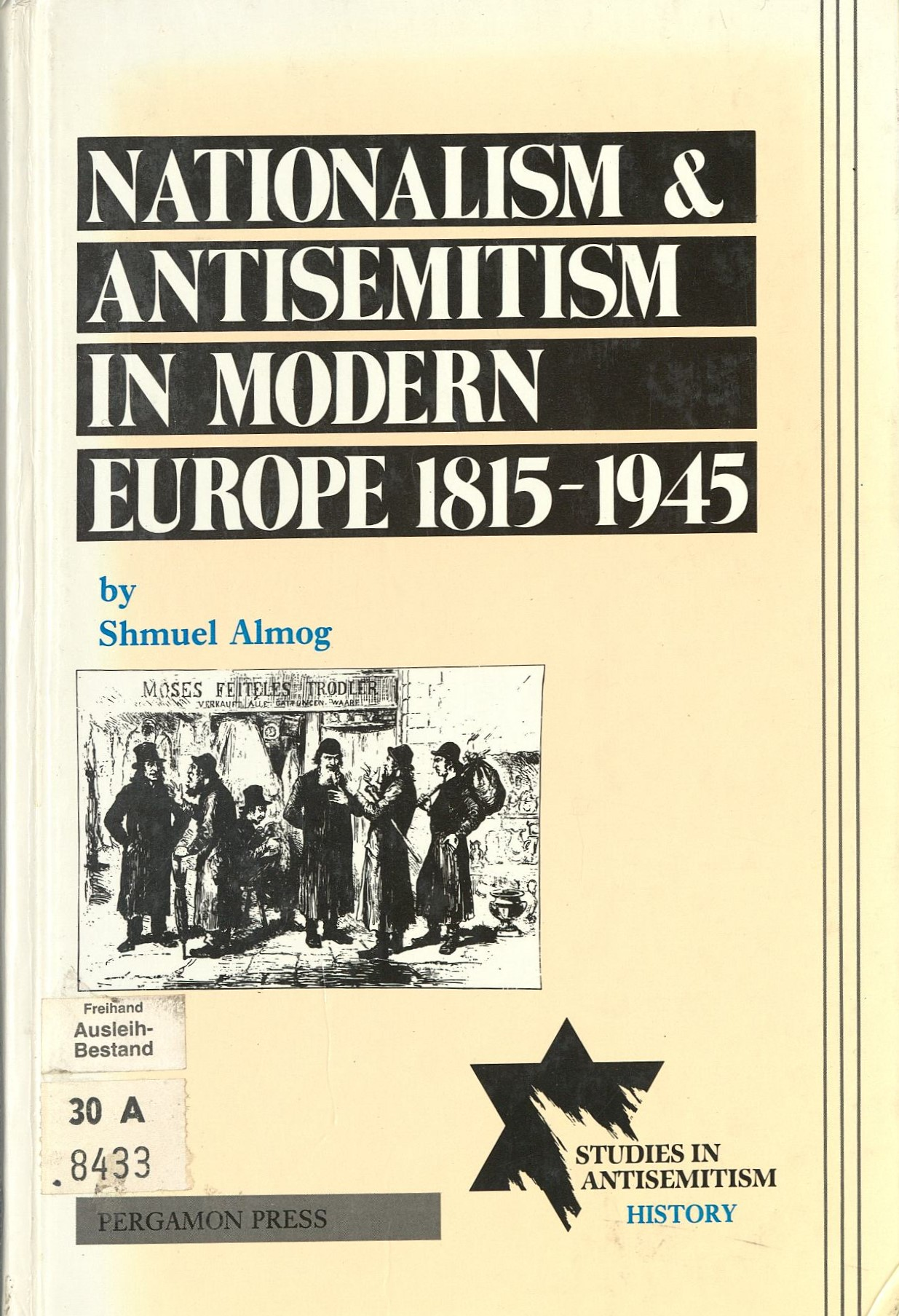
Nationalism & Antisemitism (1990)

- (Hrsg.): Zionism and the Arabs. Jerusalem: The Historical Soc. of Israel and the Zalman Shazar Center, 1983.
- Zionism and history : the rise of a New Jewish Consciousness. Übersetzung Ina Friedman. New York: St. Martins Press, 1987. Teilweise Univ. Diss. Jerusalem.
- (Hrsg.): Antisemitism through the ages. Oxford: Pergamon Press, 1988.
- Nationalism & antisemitism in modern Europe, 1815–1945. Oxford: Pergamon Press, 1990.